# Fédération bruxelloise des jeunes socialistes
 (mars 2011).
Si vous disposez d'ouvrages ou d'articles de référence ou si vous connaissez des sites web de qualité traitant du thème abordé ici, merci de compléter l'article en donnant les références utiles à sa vérifiabilité et en les liant à la section « Notes et références ».
La Fédération bruxelloise des jeunes socialistes (FBJS) est la structure faîtière du Mouvement des jeunes socialistes (MJS) pour la Région de Bruxelles-capitale et la périphérie bruxelloise. Elle est représentée par des délégués au sein du bureau national du Parti Socialiste ainsi qu'au sein du bureau du Parti Socialiste Bruxellois

## Historique
Des sections des Jeunes gardes socialistes (JGS) ont été créées aux côtés des sections du Parti ouvrier belge dès la fin du XIXe siècle. En 1964, les JGS ont été exclus collectivement du PS et ont ultérieurement rejoint, en 1971, la Ligue révolutionnaire des travailleurs, actuelle Ligue communiste révolutionnaire (Belgique).

## Organisation interne
En 1990 une coordination des Jeunes socialistes de la périphérie bruxelloise avait été mise sur pied au sein de la FBJS, qui comptait alors une demi-douzaine de sections, les principales étant celles d'Ixelles, de Saint-Gilles et de Berchem-Sainte-Agathe. 
La FBJS est actuellement dirigée par un bureau et un secrétariat, composé d'une co-présidence paritaire, d'un secrétaire, d'un trésorier et de 4 délégués thématiques. 

## Objectifs statutaires
La Fédération Bruxelloise des Jeunes Socialistes, faisant sien les principes et objectifs énoncés dans la charte de Quaregnon reprise en préambule, a pour objet d’organiser, sur le terrain de la lutte de classe la jeunesse socialiste de la région bruxelloise. 
La FBJS poursuit la réalisation du projet socialiste et notamment la réalisation du programme du Mouvement des Jeunes Socialistes (M.J.S)dont elle fait partie tout en gardant une autonomie de gestion, d'organisation et de décision.
L’association se donne également pour objectif le soutien au militantisme socialiste, entre autres par la coordination des sections locales J.S qu’elle fédère.
L’association peut accomplir tous les actes se rapportant directement ou indirectement à son objet.
Dans ce cadre, elle peut notamment entreprendre toute action d’information, de consultation et de mobilisation qu’elle juge nécessaire.

Objectifs prioritaires de la FBJS[réf. nécessaire] :  Représenter tous les jeunes de Bruxelles, Fédérer et soutenir les sections locales des Jeunes Socialistes à Bruxelles et en périphérie, Sensibiliser les jeunes à l’idéal socialiste et organiser des formations politiques, Peser sur la politique du parti socialiste bruxellois et de la région de Bruxelles-Capitale.

## Liste des présidents de la FBJS
- 2022-2024 Ibtihal Fnine
- 2022-2023 Ibtihal Fnine - Nizar Oamart
- 2020-2022 Laure d'Altilia - Grégoire Kabasele (Co-Présidence)
- 2019-2020 Donatien Depuydt
- 2014-2019 Yannick Piquet
- 2013-2014 Lotfi Mostefa[2]
- 2010-2013 Matthieu Degrez (ad interim)
- 2009-2010 Claire Moureaux
- 2008-2009 Guéric Bosmans[3]
- 2007-2008 David Cordonnier[4]
- 2006-2007 Aurore Gilson[5]
- 2004-2006
- 2002-2004 Christophe Soil[6]
- 1995-1996 Fabrice Cumps[7]
- 1989-1991 Sammy Faris (devenu quelques années plus tard adhérent au FDF[8])